# 옌스 요한손
옌스 요한손(스웨덴어: Jens Johansson, 1963년 11월 2일~ )은 스웨덴 출신의 파워 메탈 키보디스트 겸 피아니스트이다. 그는 네오클래시컬 및 여러 장르를 혼합한 스타일의 매우 빠른 연주로 속주 키보디스트계에 많은 영향력을 끼친 최초의 인물들 중 한 명이다.

## 프로필
- 유소년기부터 형과 함께 피아노를 배웠다. 클래식 음악과 돈 에이리, 존 로드 등의 영향을 받았다[1].
- 1982년에, 퓨전 밴드 [Slem]을 탈퇴하여, 요나스 핸슨이 이끄는 [실버 마운틴]에 가입한다. 첫 번째 앨범 [Shakin' Brains]에 참가 후에, 잉위 맘스틴의 권유에, 실버 마운틴을 탈퇴하고 잉위 맘스틴의 밴드인 Rising Force에 합류한다 (후에 앤더즈도 합류). 그러나, 1980년대 후반에 밴드의 보컬리스트와 요한슨 형제와의 대립으로 인해, 앨범 [Odyssey] 발매 후 행해진 투어를 마지막으로, 모두 밴드를 탈퇴하였다.
- 1989년에는, 밴드 디오에 가입하지만, 앨범 [Lock Up The Wolves]를 마지막으로 밴드의 중심인물이었던 로니 제임스 디오가 블랙 사바스에 재가입함으로 인해, 밴드 자체가 활동정지 상태가 되었다.
- 1990년대에는 앤더즈와 함께 [요한슨]이라는 명의로 음원을 발표하거나, 솔로 앨범을 발매하는 등, 90년대의 헤비 메탈가 쇠퇴하고 있던 중에, 장르에 구애받지 않는 적극적인 세션 활동을 했다. 현재에도 여러 아티스트의 앨범과 투어에 객원 멤버로서 참여한다.
- 1995년부터 핀란드의 멜로딕 스피드 메탈 밴드인, 스트라토바리우스의 멤버로 활동하고 있다.1996년 발매된 앨범 [EPISODE] 이후의 앨범에 참가하고 있다. 2003년에 드러머 요르그 미하일이 밴드를 잠깐 탈퇴했을 때, 형인 앤더즈에게 밴드 가입을 부탁했지만, 추구하는 방향성의 차이로 인해 형으로부터 거절을 당한 적이 있다.(요르그는 후에 복귀한다.) 2004년에 해산 직전까지 다다른 스트라토바리우스를 되살리기 위해 분주했던 요한슨은 2008년에 티모 톨키가 일방적으로 스트라토바리우스의 해산을 선언한 이후, 톨키와는 견원지간으로 지내고 있다.

## 참여 앨범

### 스트라토바리우스
- 1996년 Episode
- 1997년 Visions
- 1998년 Destiny
- 1998년 Visions of Europe
- 2000년 Infinite
- 2001년 Intermission
- 2003년 Elements Pt.1
- 2003년 Elements Pt.2
- 2005년 Stratovarius
- 2009년 Polaris

### 라이징 포스
- 1984년 Rising Force
- 1985년 Marching Out
- 1986년 Trilogy
- 1988년 Odyssey
- 1989년 Trial By Fire
- 1996년 Inspiration

### 앤더즈 요한슨과의 공동 작품 및 솔로 활동
- 1992년 Anders Johansson : Shu-Tka
- 1994년 The Johansson Brothers
- 1995년 Ten Seasons
- 1996년 Anders Johansson, Jens Johansson and Allan Holdsworth : Heavy Machinery
- 1997년 Anders Johansson : Red Shift
- 1997년 Johansson : Sonic Winter
- 1998년 Fission
- 1999년 Johansson : The Last Viking
- 2007년 Jonas Hellborg, V. Selvaganesh, IA Eklundh, Jens Johansson: Art Metal

### Silver Mountain
- 1983년 Silver Mountain : Shakin' Brains
- 2001년 Silver Mountain : Breakin' Chains

### 그 밖의 활동
- 1988년 Erik Borelius : Fantasy
- 1990년 디오 : Lock Up The Wolves
- 1991년 Deadline : Dissident
- 1991년 Stephen Ross : Midnight Drive
- 1992년 RAF : Ode To A Tractor
- 1992년 Shining Path : No Other World
- 1993년 Jonas Hellborg Group : E
- 1993년 Snake Charmer : Smoke And Mirrors
- 1994년 Dave Nerge's Bulldog : The Return Of Mr. Nasty
- 1994년 Robert Blennerhed : Seven
- 1994년 Smoke On The Water - A Tribute
- 1994년 토니 맥켈파인 : Premonition
- 1998년 Itä-Saksa : Let's Kompromise
- 1998년 Snake Charmer : Backyard Boogaloo
- 1999년 Benny Jansson : Flume Ride
- 1999년 Mastermind [USA] : Excelsior!
- 1999년 Roland Grapow : Kaleidoscope
- 2000년 Mastermind [USA] : Angels Of The Apocalypse
- 2001년 Einstein : Einstein Too
- 2001년 La Leyenda Continua : Tributo A Rata Blanca
- 2002년 Andy West With Rama : Rama 1
- 2002년 Arjen Anthony Lucassen : Star One: Space Metal
- 2002년 Benny Jansson : Save The World
- 2003년 Aina : Days Of Rising Doom
- 2003년 Barilari (2003)
- 2003년 소나타 아티카 : Winterheart's Guild
- 2004년 Spastic Ink : Ink Compatible
- 2005년 Kamelot : The Black Halo
- 2009년 HammerFall：No Sacrifice，No Victory

## 관련인물

### 인물
- 리차드 앤더슨
- 티모 톨키
- 잉위 맘스틴
- 앤더즈 요한슨

### 밴드
- RISING FORCE
- 스트라토바리우스